# سوشال تکست
سوشال تکست (به انگلیسی: Social Text) یک نشریهٔ دانشگاهی با داوریِ همتاست که انتشاراتِ دانشگاهِ دوک منتشر می‌کند. از هنگام بنیان‌گذاری آن توسط یک گروه تحریریه مستقل در سال ۱۹۷۹، نشریه   به طیف گسترده‌ای از پدیده‌های اجتماعی و فرهنگی پرداخته است و پرسش‌هایی درباره جنسیت، تمایلات جنسی، نژاد و محیط زیست را پوشش می‌دهد. هر شمارهٔ از این نشریه موضوعاتی پیرامون مباحثی چون: فمینیسم، مارکسیسم، نئولیبرالیسم، پسااستعمارگرایی، پسا‌مدرنیسم، نظریه کوئیر و فرهنگ عامه می‌پردازد.
در پیِ ماجرای سوکال این مجلّه برندهٔ جایزهٔ ایگ‌نوبلِ سالِ ۱۹۹۶ میلادی شد.